# مرزن‌آباد
مَرزَن‌آباد از شهرهای استان مازندران در شمال ایران است. که به شهر اکسیژن ایران هم معروف است این شهر، در بخش مرزن آباد شهرستان چالوس قرار دارد. مردم مرزن‌آباد از قومیت طبری هستند و به مازندرانی صحبت می‌کنند. عبور جاده مهم و قدیمی چالوس از این شهر و پادگان آموزشی با بیش از یکصد سال قدمت که در گذشته محل استقرار هنگ ژاندارمری و در حال حاضر مرکز آموزش شهید ادیبی نیروی انتظامی می‌باشد. همچنین وجود دریاچه زیبای ولشت و اولین سد تلمبه ای ذخیره ای سیاه بیشه در ۴۰ کیلومتری جنوب شهر و ابگرم دلیر در روستای دلیر و همچنین آبشار هریحان و روستای تاریخی الامل و دره اندرسم با جاذبه فراوان اکوتوریسم و روستای فشکور، بارینگنون در دهکده نمونه گردشگری ناتر، جنگل زیبای مسیر باندر تا اشکارلت، دهکده گردشگری بنفشه ده، جنگل کلاک و گوهر کلا و بقاع متبرکه در روستاهای پردنگون وگویتر و طویر و فضل فاضل بر بلندای کوهستان فشکور و دلیر به علاوه رودخانه چالوس با شاخه‌هایی فرعی از برار تنگه، واسپول، انگوران و الیت و دلیر … از جاذبه‌های گردشگری مرزن آباد می‌باشد.

## وجه تسمیه
نام واژهٔ مرزن‌آباد یا مرزان‌آباد را می‌توان با تفکیک دو واژه جدا از هم بررسی کرد. در فولکلور منطقه این باور بین طبری‌ها وجود دارد که «مرزان»، دیو قصه‌ها، در تأمین امنیت کاروان‌های چالوس‌رود به سوی کلاردست نقش داشت و راهداری می‌کرد. جز دوم این واژه نیز به معنی آبادی است. واژه «آباد» هنگام تلفظ در زبان طبری و گویش کلارستاقی در پایان نام روستاها و شهرها به وا تبدیل می‌شود و مرزن‌آباد به‌صورت «مرزن‌وا» تلفظ می‌شود.

## جغرافی
شهر مرزن‌آباد که در کوهپایه‌های البرز در محل تلاقی دو رودخانه چالوس و براررود در دامنه تپه‌های کم ارتفاع منطقه بیرون بشم و کوهستان بخش مرزن آباد شهرستان چالوس قرار دارد به واسطه شرایط خاص اقلیمی و آب و هوایی از گذشته بسیار دور محل سکونت بوده است. در کتاب البلدان در حدود ۱۲۰۰ سال قبل به شهر سعیدآباد مابین کلار ورویان اشاره شده است.
نام مرزن آباد، در منابع سده‌های نخستین هجری، در شرح وقایع مختلف تاریخی آمده است. اشاره منابع به موقعیت نطامی سعیدآباد و مرزن‌آباد و همچنین وجود پادگان در آن در سده‌های نخستین اسلامی از سوق الجیشی این منطقه در طبرستان حکایت دارد.
ابن فقیه همدانی مورخ قرن سوم در مختصر البلدان به وجود سی و یک پادگان در طبرستان اشاره می‌نماید. وی می‌نویسد: از آغاز طبرستان تا مرز دیلم سی و یک مسلحه افتاده است. در هر مسلحه از دویست تا هزار مرد است. پادگان‌های طبرستان شامل: تمیشه، نامیه، لمراسک، مهران، دامادان، کوسان، بعدان، اسرم، خرم‌آباد، ساری، کولا، دزا، ارطه، چمنو، مشکین‌وان، بالامیان، یزدان آباد، جیلامان، ترنجه، متسکی، میله، آمل، هلافان، جیلان‌آباد، طابران، ناتل، پایدشت، کجور، سعیدآباد، چالوس و کلار می‌شدند.

## تاریخچه

### دوران باستان

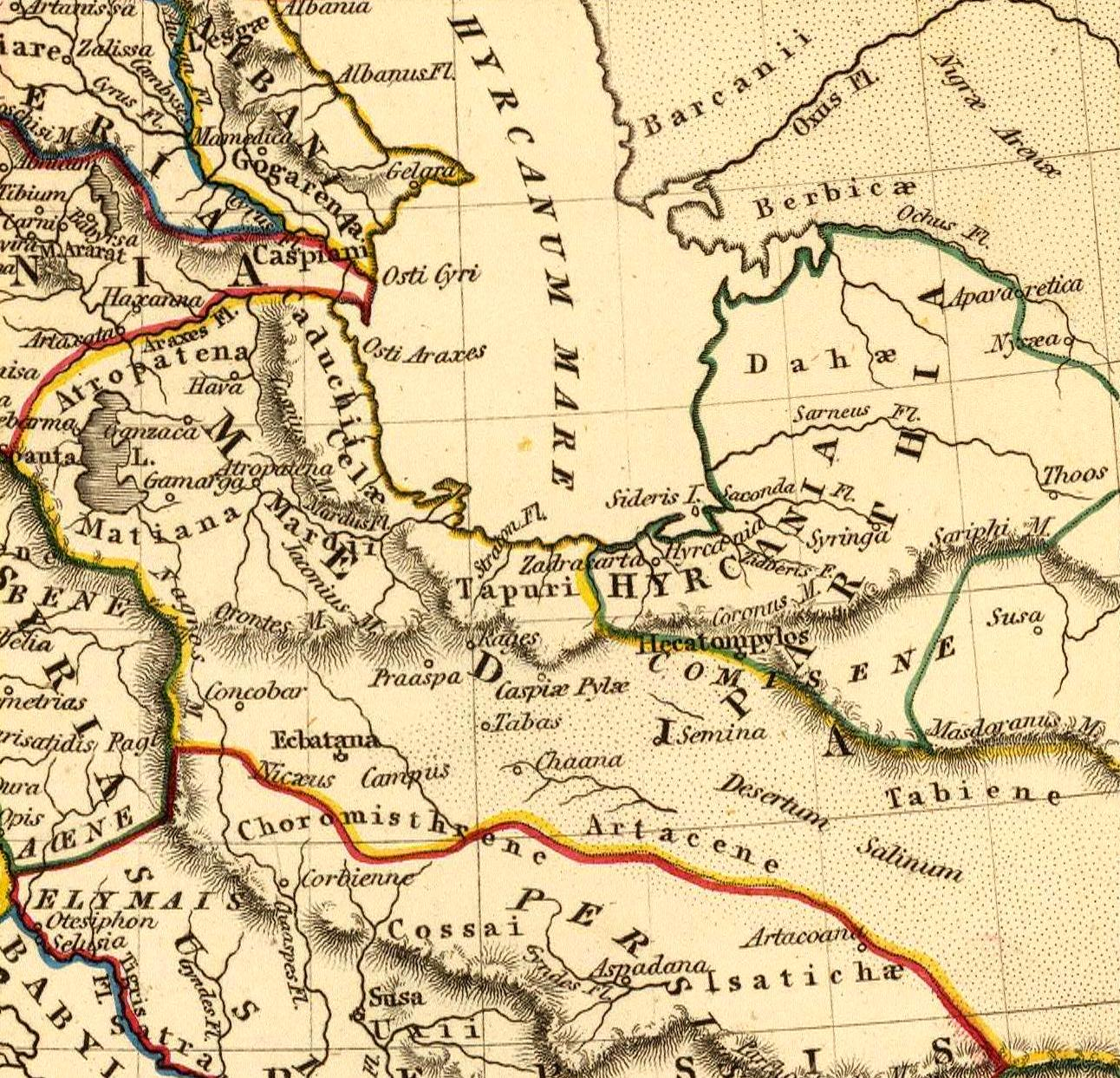
موقعیت تپورها در قرن دوم قبل از میلاد، از شرق سپیدرود تا اسرم هیرکانیا

استان مازندران پیش از اسلام تپورستان (به پهلوی: ) نامیده می‌شد که برگرفته از نام قوم تپوری (به یونانی: Τάπυροι) می‌باشد که پس از اسلام قوم طبری نام گرفتند و سرزمینشان طبرستان نامیده شد.
به اعتقاد مورخان آماردها نخستین سکنه باستانی مازندران بودند و آماردها از آمل تا تنکابن و تپورها از آمل تا گرگان سکونت داشتند. در عصر هخامنشی در کرانه جنوبی دریای مازندران اقوام، تپوری، آمارد، آناریاکه و کادوسی سکونت داشتند. مورخان آماردها را به مردمان داهه و سکایی و پارسی پیوند داده‌اند.
هرودوت از قبیله مارد (mardes) در کنار دائی‌ها (daens)، دروپیک‌ها (dropiques)، و ساگارتی‌ها (sagarties) به عنوان پارس‌های کوچنشین و صحراگرد یاد کرده است. پلینیوس مورخ یونانی محل آماردها را قسمت شرقی مارگانیا شناسایی کرده است. استرابون(۶۳ ق. م) قوم آمارد را در کنار اقوام تپوری، کادوسی و کرتی به عنوان اقوام کوهستان نشین شمال کشور یاد می‌کند. استرابو می‌نویسد: تمام مناطق این کشور به استثنای بخشی به سمت شمال که کوهستانی و ناهموار و سرد است و محل زندگی کوهنشینانی به نام کادوسی (Cadusii) و آماردی (Amardi) و تپوری (Tapyri) و کرتی (Cyrtii) و سایر مردمان دیگراست، حاصلخیز است.
به گفته واسیلی بارتلد تپوری‌ها در قسمت جنوب شرقی ولایت سکونت داشتند و در قید اطاعت هخامنشیان درآمده بودند و آماردها مغلوب اسکندر مقدونی و بعد مغلوب اشکانیان شدند و اشکانیان در قرن دوم ق.م. آنها را در حوالی ری سکونت دادند و اراضی سابق آماردها به تپوری‌ها اهدا شد و بطلمیوس در شرح دیلم یعنی قسمت شرقی گیلان در ساحل بحر خزر در آن زمان از تپوری‌ها نام می‌برد. به گفته یحیی ذکا در «کاروند کسروی» آورده است: آماردان یا ماردان، در زمان لشکر کشی اسکندر مقدونی به ایران، این تیره در مازندران نشیمن می‌داشتند و آن هنگام هنوز قبایل تپوران به آنجا نیامده بودند. به گفته مجتبی مینوی قوم آمارد و قوم تپوری در سرزمین مازندران می‌زیستند و تپوری‌ها در ناحیه کوهستانی مازندران و آماردها در ناحیه جلگه‌ای مازندران سکونت داشتند. در سال ۱۷۶ ق. م فرهاد اول اشکانی قوم آمارد را به ناحیه خوار کوچاند و تپوری‌ها تمام ناحیه مازندران را فرو گرفتند و تمام ولایت به اسم ایشان تپورستان نامیده شد.

### پیشینه

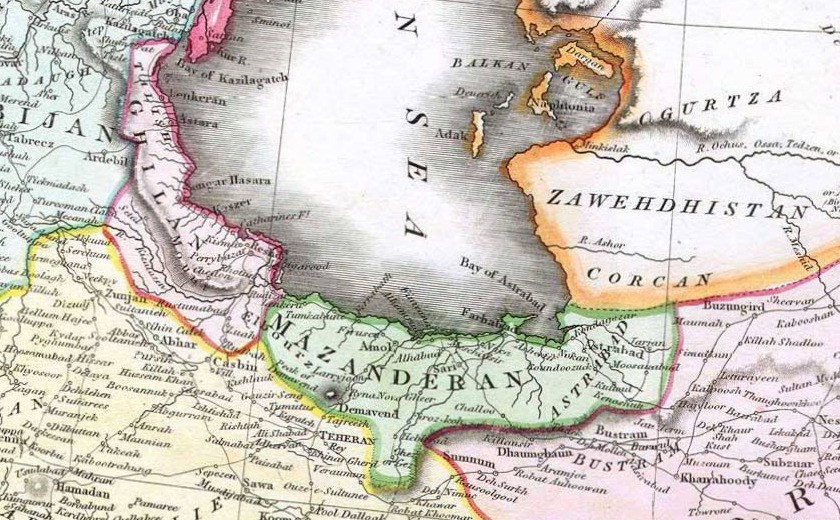
نقشه قدیم مازندران ۱۸۱۴ میلادی

مرزن در زبان فارسی به معنای موش بزرگ است، واژه‌ای که در لغت مرزنگوش هم دیده می‌شود.
سعدآباد نام قدیمی شهر مرزن آباد بوده که در حال حاضر نام یکی از محلات شهر می‌باشد. این نام برگرفته از نام حاکم عرب دوران عباسی این منطقه به نام سعید بن دعلج بوده است که به نام سعید آباد نامگذاری شده بود که به سعدآباد تغییر نام یافت، همچنین در کتاب تاریخ طبرستان، رویان، مازندران نوشته سید ظهیرالدین بن نصرالدین المرعشی و کتاب حبیب اسیر فی اخبار افراد بشر نوشته غیاث الدین بن همام، حسن بن زید بن اسماعیل از فرزندان امام حسن مجتبی (ع) که در ری زندگی می‌کرد، به دعوت مردم رویان جهت دادخواهی و مبارزه با حکومت عباسی که با مردم منطقه بدرفتاری می‌کردند در سال ۲۵۰ هجری قمری در سعدآباد با نمایندگان اهالی کلار و رویان طبرستان بیعت نمودند و در طول بیست سال حکومت علویان طبرستان اعتبار فراوانی کسب کرد بر دیلمان، ری و گرگان دست یافت. در طول دوران ۱۰۰۰ ساله مرزن آباد به واسطه قرار داشتن در مسیر جاده باستانی شمال ایران همواره محل توفق و سکونت بوده است. به واسطه وجود امامزاده خلیل که راه قدیمی از کنار آن می‌گذشت همواره مورد توجه قرار داشته است. در دوران معاصر از حدود سال ۱۳۰۰ هجری شمسی تا سال ۱۳۱۰ هجری شمسی با احداث جاده زیبای چالوس و عبور آن از مرکز مرزن آباد و همچنین تأسیس پادگان بر اهمیت استراتژیک شهر افزوده شد. در سال ۱۳۳۰ با پیشگامی عده‌ای از بزرگان با تلفیق محله‌های قدیمی مرزبان آباد- سعدآباد (سیدوامحله)، بابوده، کشک و کوهستان محله شهر مرزان آباد تأسیس گردید. جمعیت شهر در زمان تأسیس حدود ۳۰۰۰ نفر بوده و مرحوم علیخان کیانی اولین شهردار شهر مرزن آباد بوده است «مرزان آباد» با تغییر زمان به «مرزن آباد» تبدیل شد در سالهای قبل از انقلاب ساختمان پست خانه قدیم، پل رضا شاهی و ستون یاد بود از جمله نمادهای شهر بوده خانم نسرین شکوهی اولین و تنها زن شهردار شهر در مسیر امامزاده خلیل درختان زیبای اقاقیا را کاشته و مرحوم مهدی رئیس فیروز نسبت به بازگشایی اولیه ترانشه اقدام نموده بود. ساختمان قدیمی شهرداری اهدایی خانواده صیادی در ان دوران ساخته شده از جمله بزرگانی که در انجمن شهر یا در شهرداری منشأ خدمات بوده‌اند می‌توان به مرحوم نصیر کیانی، مرحوم سبحان قلی میار، مرحوم رستم صیادی واحسان الله رزمجو و مرحوم عبدالله سلطانی کلارستاقی اشاره کرد در دوران بعد از انقلاب از سال ۱۳۷۶ با شکل‌گیری شوراهای شهر توسعه شهر مرزن آباد سرعت بیشتری پیدا کرد به ویژه در دوره سوم شورای اسلامی شهر که آقایان علی ردایی، بهزاد میردار، سعید سام دلیری، مهندس حسن ردایی، کیانوش ردایی و محمد ردایی انتخاب شدند و با انتخاب شهرداری جوان مهندس جعفر ردایی با احداث بلوار و میدان و خرید املاک قدیمی مرکز شهر و تعریض مجدد ترانشه، ساختمان زیبای جدید شهرداری، کتابخانه، کشتارگاه، ساماندهی ارامستان و غسالخانه و استقرار بخشداری با همت و همکاری اعضای کمیته توسعه و آبادانی، تأسیس دادگاه، آموزش و پرورش و گازرسانی و توسعه شهرک صنعتی و احدث پارک سعد آباد و غیره خدمات ارزشمندی ارائه نمودند. در حال حاضر جمعیت شهر ۷۳۴۵ نفر می‌باشد در سال ۱۳۸۹ با تشکیل کمیته‌ای تحت عنوان کمیته توسعه و آبادانی، تحت حمایت شورای اسلامی دوره سوم و شهرداری مرزن آباد طرح بخش شدن مرزن آباد را به تصویب هیئت دولت رساند و از آذر ماه ۱۳۸۹ بخش مرزن آباد مشتمل بر دو دهستان بیرون بشم به مرکزیت «گویتر» و کوهستان به مرکزیت «طویر» به مرکزیت شهر مرزن آباد تشکیل گردید در حال حاضر جمعیت بخش مرزن آباد حدود ۲۰ هزار نفر می‌باشد.

## گردشگری
جاده چالوس دارای قدمتی بیش از ۹۰ سال می‌باشد. حدود ۷۰ کیلومتر از این محور از مرزن آباد عبور می‌کند به صورتی که زیباترین قسمت‌های جاده در این بخش میزبان گردشکران می‌باشد هر گردشگر در میانه راه بعد از عبور از تونل قدیمی کندوان و عبور از پل زنگوله و دهکده توریستی سیاه بیشه، ولی آباد وهریجان به هفت برادران می‌رسد، دریاچه سد سیاه بیشه با جنگل‌های اطراف و وجود مه غلیظ در کنار جاده پر پیچ و خم هزار چم خاطره انگیز هست، در قسمتی از جاده معروف به کف هزارچم چپ چپو چشم‌انداز جالبی دارد، زمانی که گردشگران از دزد بن که در قدیم قلعه و برج و بارویی داشته عبور می‌کنند شاید ندانند در ضلع غربی جاده کوهستان زیبا روستاهای دلیر و الیت با رودخانه زیبا و ابشارها و چشمه سارها و ابگرم معدنی در دل خود دارد و فضل فاضل نقطه مرکزی کوهستان مورد رجوع همه اهالی دهات اطراف می‌باشد. قسمتی از دامنه شرقی و جنوبی قله علم کوه و یخچال‌های طبیعی ان در روستاهای دلیر و گلامر استقرار یافته، آنانی که قصد صعود دارند علمکوه و شاه علمدار و پیله کوه و ورورشت را در مرزن آباد دارند و فرود کنندگان دره شگفت‌انگیز اندرسم که از کوه‌های ازادبر البرز تا روستای زیبای چهار باغ وپولادکوه که شهرت بین الملی دارد را برگزینند تجربه ای عالی خواهد بود، در دهستان بیرون بشم دریاچه ولشت نماد گردشکری و طبیعت گردی است. دریاچه ای شگفت‌انگیز در دل کوه امکان شنا و ماهیگیری و قایقرانی فراهم است و دریاچه کوچک بهشت در ۲ کیلومتری شمال شهر جشم نواز و زیبا و دل‌انگیز است، شهر اکسیژن به علت وجود جنگل، گردش هوا و دلایل اقلیمی خاص مرکز اکسیژن سازی طبیعی هست و بسیاری از بیماران قلبی و عروقی و تنفسی مرزن آباد را شهری قابل تنفس بهتر و حیاتی دوباره خواهند یافت.

## جمعیت
بر اساس سرشماری سال ۱۳۹۵ جمعیت این شهر برابر با ۶٬۶۹۸ نفر جمعیت بوده است. مردم این شهر به زبان طبری و گویش کلارستاقی گویش می‌کنند.